# Первая женская баскетбольная лига Республики Сербской
Первая женская баскетбольная лига Республики Сербской (серб. Прва женска лига Републике Српске), также известная как Meridianbet Прва женска лига РС по спонсорским причинам, — профессиональное женское баскетбольное соревнование, проводимое в Республике Сербской, одном из энтитетов Боснии и Герцеговины.
До создания чемпионата Республики Сербской в сезоне 1992/93 годов команды из этого региона выступали в системе югославских баскетбольных лиг. Первым чемпионом новой лиги стал клуб «ЖКК Млади Краишник» из Баня-Луки, завоевавший девять чемпионских титулов подряд. В 1990-х годах клуб также участвовал в чемпионате Союзной Республики Югославия, заняв второе место в сезоне 1997–98.
Чемпионат организуется Баскетбольной ассоциацией Республики Сербской. В сезоне 2024/25 в нём участвуют пять клубов.
Первая женская лига Республики Сербской представляет собой соревнование более низкого уровня по сравнению с Женским чемпионатом Боснии и Герцеговины по баскетболу, в котором команды из Республики Сербской выступают наряду с клубами из других регионов страны — всего в турнире участвуют двенадцать команд. Кроме того, отдельные клубы из Республики Сербской также принимают участие в Лига WABA — международном женском клубном турнире стран Балканского региона.

## Система соревнований
Чемпионат состоит из двух этапов:
Первая фаза
На этом этапе проводится регулярный чемпионат по круговой системе с двойным подсчётом очков — каждая команда играет с соперниками дважды: дома и в гостях.
Вторая фаза (плей-офф)
В плей-офф выходят четыре команды, занявшие высшие места по итогам регулярного этапа. Победитель плей-офф становится чемпионом Республики Сербской и получает право на участие в чемпионате Боснии и Герцеговины.

## Текущий состав лиги
- состав лиги приведён на сезон 2024/2025[7]

| Команда              | Город          |
| -------------------- | -------------- |
| КК Будучность БН     | Биелина        |
| ОКК Игман            | Источна-Илиджа |
| КК Костайница        | Костайница     |
| КК Лидер             | Градишка       |
| КК Слобода Нови-Град | Нови-Град      |

## Чемпионы
| Сезона  | Чемпион                  |
| 1992-93 | ЖКК Млади Краишник       |
| 1993-94 | ЖКК Млади Краишник       |
| 1994-95 | ЖКК Млади Краишник       |
| 1995-96 | ЖКК Млади Краишник       |
| 1996-97 | ЖКК Млади Краишник       |
| 1997-98 | ЖКК Млади Краишник       |
| 1998-99 | ЖКК Млади Краишник       |
| 1999-00 | ЖКК Млади Краишник       |
| 2000-01 | ЖКК Млади Краишник       |
| 2001-02 |                          |
| 2002-03 |                          |
| 2003-04 |                          |
| 2004-05 |                          |
| 2005-06 |                          |
| 2006-07 |                          |
| 2007-08 |                          |
| 2008-09 | ЖКК Игман Источна-Илиджа |
| 2009-10 |                          |
| 2010-11 |                          |
| 2011-12 |                          |
| 2012-13 |                          |
| 2013-14 |                          |
| 2014-15 | ЖКК Игокеа               |
| 2015-16 | ЖКК Козара               |
| 2016-17 | ЖКК Козара               |
| 2017-18 | ЖКК Требине 03           |
| 2018-19 | ЖКК Орлови 2             |
| 2019-20 | ЖКК Феникс               |
| 2020-21 | ЖКК Лавови               |
| 2021-22 | ЖКК Козара               |
| 2022-23 | ЖКК Игман Источна-Илиджа |
| 2023-24 | ЖКК Феникс               |
| 2024-25 | ЖКК Игман Источна-Илиджа |